# Pallacanestro ai VI Giochi asiatici
La pallacanestro ai Giochi asiatici 1970 si è svolta dal 10 al 19 dicembre a Bangkok, in Thailandia. Il torneo ha visto coinvolte 12 nazioni.

## Classifica finale

### Maschile
| Pos. | Squadra         | Formazione |
| ---- | --------------- | --- |
|      | Corea del Sud   | Corea del SudChoe, Chu, Gwak, Kim I., Kim Y., Lee I., Lee J., Park, Sin D., Sin H., Yu, Yun, All. Kim Yeong-gi                              |
|      | Israele         | IsraeleBarzily, Cohen-Mintz, Gilboa, Green, Keren, Leshinsky, Marzel, Neumark, Schwartz, Starkman, Teichner, Turenshine, All. Shimon Shelah |
|      | Giappone        | GiapponeAbe, Awano, Igarashi, Kimura, Kodama, Mori, Moroyama, Sakai, Sōda, Somatomo, Taniguchi, Yokoyama, All. -                            |
| 4.   | Taiwan          | |
| 5.   | Filippine       | |
| 6.   | India           | |
| 7.   | Iran            | |
| 8.   | Thailandia      | |
| 9.   | Malaysia        | |
| 10.  | Singapore       | |
| 11.  | Vietnam del Sud | |
| 12.  | Hong Kong       | |